# 37939 Hašler
(37939) Hašler, denumire internațională (37939) Hasler, este un asteroid din centura principală de asteroizi.

## Descriere
37939 Hašler este un asteroid din centura principală de asteroizi. A fost descoperit pe 16 aprilie 1998 la Observatorul din Ondřejov de Lenka Šarounová. Asteroidul prezintă o orbită caracterizată de o semiaxă mare de 2,57 ua, o excentricitate de 0,09 și o înclinație de 15,0° în raport cu ecliptica.